# 瑞典行道会
瑞典行道会（瑞典語：Svenska Missionskyrkan），1878年成立的瑞典基督新教教派。

## 概况
瑞典行道会是瑞典第二大教会，有130000人參加礼拜（65000名会员）。行道会是信义宗（路德宗）背景的福音教派。瑞典行道会是世界基督教会联合会会员并是世界改革宗联合会的会员。行道会在瑞典有700堂会（教堂）、分成七个教区，各有教区长。瑞典行道会最高决策机构是行道会全国年会（一年一次），最高领导人是会长。
瑞典行道会产生于19世纪瑞典教会复兴运动，从瑞典信义会分出来。瑞典行道会、瑞典浸信会和瑞典卫理公会在斯德哥尔摩合办斯德哥尔摩神学院（Teologiska högskolan）。
瑞典行道会1910成立一个青年团契组织，瑞典行道青年会，约有65000会员。
行道会教派源于瑞典但通过移民和传教活动传到美国、加拿大、拉丁美洲、刚果共和国、刚果民主共和国、印度、东南亚、日本、台湾等地。
经过多年的神学和组织方面深入讨论瑞典行道会、瑞典浸信会和瑞典卫理公会2011年统一大会上决定合并，新教会临时称为『共同未来』教会。2013年5月在瑞典西部卡尔斯塔德市年会上决定新合一教会名称为Equmeniakyrkan（意译为「普世教会」），英文名称Uniting Church in Sweden（瑞典联合教会）。Equmeniakyrkan会长为Lasse Svensson。新教会的青年组织称equmenia。

## 在中國的活动

### 湖北
1890年到1951年期间，瑞典行道会的传教士在中国湖北省传福音、建医院、小中学和师范学校，在荆州还建立一所神学院，荆州行道学校。除荆州神学院以外，行道会还在武汉、宜昌、沙市、黄州（1901年）、麻城（1905年）、监利（1909年）和浠水（1916年）建立传教站，设立教堂、医院或诊所和学校。黄州有行道会办的鄂东医院和黄州懿范学校（女校）。1924年独立的中华行道会在武汉成立。中国著名的神学家和教会领导陈崇桂原来是行道会会员。1930年瑞典行道会资助有名医生李星阶在沙市创建私立康生医院，后来改名为荆州市第三人民医院。
1919年，瑞典行道会差会在华传教士76人，其中湖北47人。
1919年瑞典行道会在华受餐信徒1593人，其中湖北1570人。

### 新疆
清光绪十八年（1892年），瑞典行道会传教士来到新疆喀什噶尔（今喀什地区）传教。1894年在新疆疏附县（今属喀什市）建立了第一个传教所。此后又陆续建立了三个传教所：
- 莎车府（今莎车县），1895年
- 疏勒县，1908年
- 英吉沙尔（今英吉沙县），1912年

除了传教活动外，行道会在新疆南部开设医院、孤儿院、学校和印刷厂（在疏附）。1933年至1934年间，反基督教的和阗民族革命委员会与青年喀什噶尔党控制了喀什噶尔，瑞典传教士遭到驱逐，部分传教所也被毁坏。1938年，新疆省盛世才政府下令驱逐瑞典行道会，最后一批瑞典传教士从新疆南部撤离。

### 瑞典浸信会
瑞典浸信会1891-1950年在山东省从事传教活动，主要在高密、胶州等地。

## 外部連結
- 瑞典行道会 （页面存档备份，存于）（英文）
- 瑞典行道青年会
- Equmeniakyrkan 瑞典联合教会（瑞典文）
- equmenia 瑞典联合教会青年组织 （页面存档备份，存于）（瑞典文）

1. ↑  中华归主1467页
2. 1 2  中华归主795页
3. ↑  中华归主809页
4. ↑  中华归主306页